# Leonard Kirk

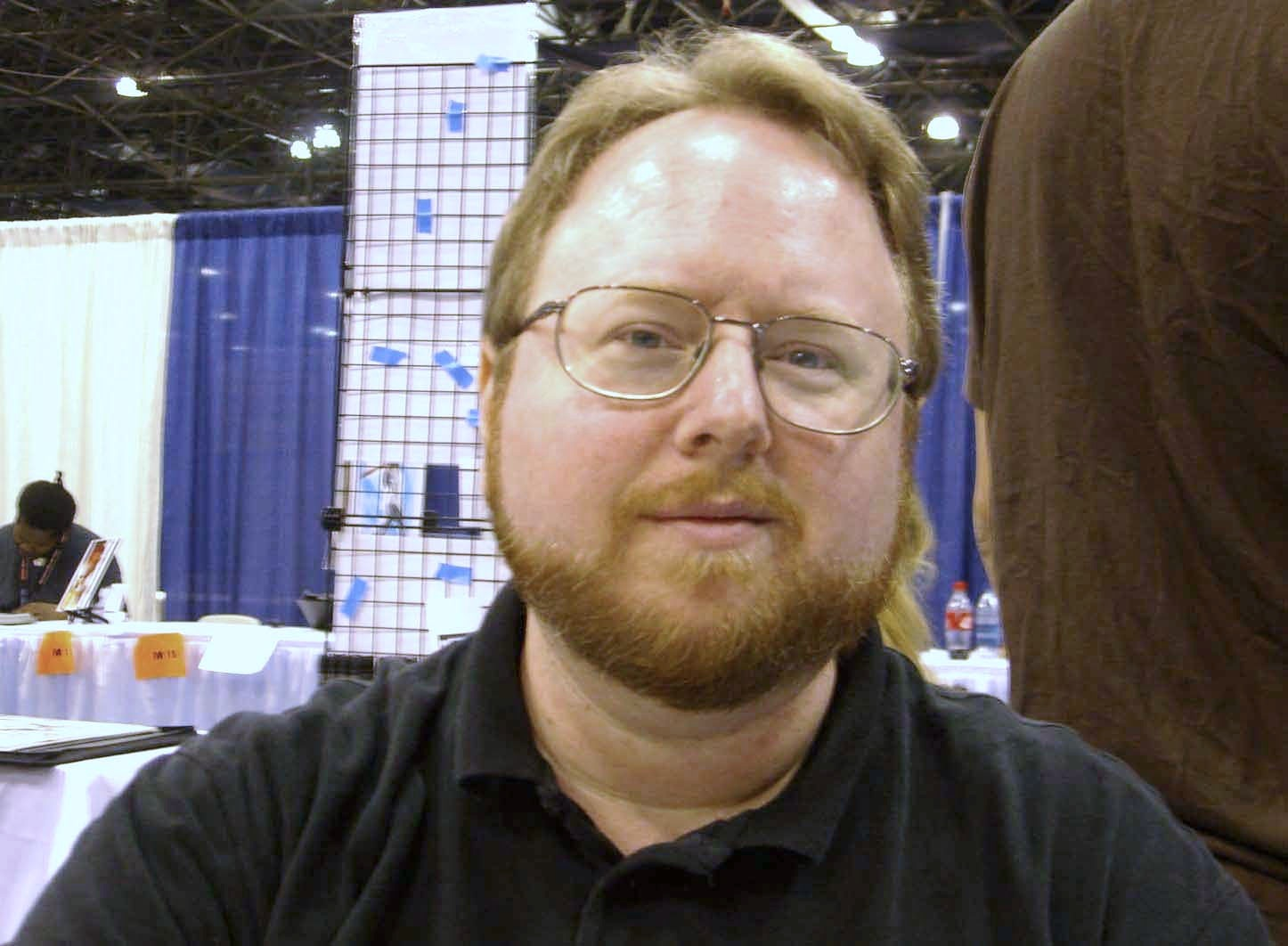
Leonard Kirk (2008)

Leonard Kirk (* 1966) ist ein US-amerikanischer Comiczeichner.

## Leben
Kirk begann seine Karriere als Zeichner für den Verlag Malibu Comics, für den er die Hefte Dinosaurs for Hire #5-12 und Captain Canuck #1 gestaltete. Es folgten Arbeiten für die ebenfalls bei Malibu erscheinende Serie Star Trek: Deep Space Nine (#9-25, 28, 31). Für den Verlag Marvel Comics übernahm Frank 1995 die Zeichnungen für die von Barbara Kesel verfasste Miniserie Ultragirl und für die von Dan Jolly geschriebene Bloodhound (#1-8 und 10).
Es folgte ein langjähriges Engagement für den Verlag DC-Comics, für den er von 1997 bis 2002 fünf Jahre lang die Serie Supergirl (#10, 13-61, 64, 67-72) und zahlreiche Ausgaben der Serie JSA (#33-37, 40-45, 48-51, 74-75) zeichnete. Es folgte eine einjährige Tätigkeit für die Serie Aquaman (#34-38), Teile der Deadman-Miniserie Dead Again, sowie die Geschichte Face to Face, die sich quer durch die Serien Batman (#651-654) und Detective Comics (#817-20) zog.
2006 unterschrieb Kirk einen Exklusivvertrag mit Marvel Comics. Dort hat er seither unter anderem die Miniserie Agents of Atlas gezeichnet.